# Równanie Mieszczerskiego
Równanie Mieszczerskiego – równanie opisujące ruch punktu materialnego o zmiennej masie sformułowane przez Iwana Mieszczerskiego. Obowiązuje w inercjalnych układach odniesienia.
{\displaystyle m{\frac {d{\vec {v}}}{dt}}={\vec {F}}_{e}+{\frac {dm}{dt}}{\vec {u}}}
gdzie:
m – masa ciała w chwili t,
v – prędkość ciała w chwili t,
Fe – siła zewnętrzna działająca na ciało,
u – prędkość odłączających się cząstek względem ciała.
Na podstawie równania Mieszczerskiego można wyprowadzić wzór Ciołkowskiego.